# The Meanest of Times
The Meanest of Times är keltisk punk-bandet Dropkick Murphys sjätte studioalbum, utgivet 2007. Det var det första albumet att ges ut på deras eget skivbolag Born & Bred Records. Gästartister på skivan är bland annat Spider Stacey från The Pogues och Ronnie Drew från The Dubliners.

## Låtlista
1. "Famous for Nothing" - 2:47
2. "God Willing" - 3:17
3. "The State of Massachusetts" - 3:52
4. "Tomorrow's Industry" - 2:19
5. "Echoes on "A." Street" - 3:18
6. "Vices and Virtues" - 2:12
7. "Surrender" - 3:15
8. "(F)lannigan's Ball" - 3:39
9. "I'll Begin Again" - 2:38
10. "Fairmount Hill" - 3:58
11. "Loyal to No One" - 2:25
12. "Shattered" - 2:48
13. "Rude Awakenings" - 3:24
14. "Johnny, I Hardly Knew Ya" - 3:55
15. "Never Forget" - 2:51
16. "Jailbreak" - 3:54 (bonusspår)